# Tatort: Vermisst
Vermisst ist ein Fernsehfilm aus der Krimireihe Tatort und eine Produktion des SWR in Zusammenarbeit mit Maran Film. Diese 743. Episode der Reihe wurde am 11. Oktober 2009 im Ersten Deutschen Fernsehen zum ersten Mal ausgestrahlt.
Das Ludwigshafener Ermittlerduo Lena Odenthal (Ulrike Folkerts) und Mario Kopper (Andreas Hoppe) hat in dieser Episode den Mord an einer seit zwölf Jahren vermissten Frau zu klären.

## Handlung
Lena Odenthal hat Geburtstag. Im Stillen wartet sie darauf, dass ihre Kollegen darauf eingehen, aber niemand äußert sich. Als sie dann als Letzte das Revier am Abend verlassen will, erhält sie einen Anruf und begibt sich umgehend in das Lokal, in welches sie bestellt wurde. Im Stillen hofft sie auf eine heimliche Geburtstagsüberraschung, doch die Anruferin sitzt erschossen im Biergarten. Es handelt sich laut Personalausweis um Michaela Bäuerle, die vor zwölf Jahren von ihren Eltern als vermisst gemeldet wurde.
Da Michaela angerufen hatte, um eine Aussage zu einem alten Mordfall zu machen, sehen sich die Ermittler die alten Unterlagen an. Der Mordfall Ritterling galt als aufgeklärt und der vermeintliche Täter hatte seine Strafe abgesessen. So gibt ihnen der Tod Rätsel auf. Zunächst befragen sie den Kollegen, der den Fall vor zwölf Jahren bearbeitet hatte. Es handelte sich um einen Mord, der als Autounfall getarnt war. Der Ehemann, Nikolas Ritterling, wurde anhand von Indizien überführt und verurteilt. Inzwischen ist er entlassen und lebt auf einem Boot im Yachthafen.
Frau Keller kann das Hotel ermitteln, in welchem Michaela als eine Michelle Boyer aus Nizza gewohnt hatte. Ihre Wohnadresse in Nizza führt die Ermittler zu dem Immobilienmakler Jan Seegmeister, der in Frankreich Immobilien besitzt und dessen Mieterin Michelle Boyer war. Dieser ist sichtlich verstört, als er vom Tod der jungen Frau erfährt, und Odenthal vermutet, dass er mit ihr ein Verhältnis hatte. Die Verbindung zum Fall Ritterling ist jedoch nicht ersichtlich. So redet Odenthal mit Nick Ritterling, der sie in seiner Art sehr beeindruckt. Er redet von seiner Frau als einem „Miststück“, von dem er nur betrogen wurde. Als er damals begriff, wie sehr sie ihn nur benutzt hatte, hätte er sie umgebracht und die Strafe nun abgesessen.
Odenthal versucht, Seegmeister in Bedrängnis zu bringen, was ihr gelingt, und er gibt sein Verhältnis zu Michelle zu. Angeblich hatte seine Frau, Conny Seegmeister, immer davon gewusst. Sie regiert im Hintergrund und versucht jeglichen Verdacht von ihrem Mann fernzuhalten. Sie engagiert sogar einen Detektiv, um Odenthal zu überwachen und herauszufinden, was sie bereits weiß. Die Ermittler finden schnell heraus, dass Seegmeister ein Belastungszeuge in dem Mordfall Ritterling war. Möglicherweise ist Michelle nach Ludwigshafen gekommen, um ihn jetzt unter Druck zu setzen. Als die Ermittler Jan Seegmeister zur Rede stellen wollen, hat dieser sich gerade umgebracht. Er hinterlässt ein schriftliches Geständnis, wonach er das Verhältnis mit Michelle beenden wollte, sie jedoch nicht dazu bereit war. Sie wollte ihn nicht gehen lassen und wäre nach Deutschland gekommen, um seiner Frau alles zu erzählen. So hätte er keinen Ausweg gesehen und sie erschossen. Als Odenthal noch zweifelt, ob Seegmeister nicht möglicherweise seine Frau schützen will, wird plötzlich ein junges Mädchen aus dem Drogenmilieu aufgegriffen, das mit der Kreditkarte der Toten einkaufen wollte. Diese Spur führt die Ermittler zu deren Freund Manu Winter, der offensichtlich die Kreditkarte und andere Wertgegenstände der Toten gestohlen hatte. Bei einer Hausdurchsuchung wird die Mordwaffe gefunden, er selber liegt bewusstlos am Boden, nachdem er sich Rauschgift gespritzt hat. Als Manu Winter wieder ansprechbar ist, sagt dieser aus, dass er die Sachen der toten Frau nur abgenommen habe. Er habe jedoch auch den Täter gesehen und gehört, wie die Frau ihn Nicki genannt habe.
So stellt sich am Ende heraus, dass Michelle Boyer gar nicht Michaele Bäuerle war, wie alle vermuteten, sondern die angeblich ermordete Christin Ritterling. Odenthal spricht mit Nick und er sagt aus, dass damals nicht er, sondern Jan Seegmeister mit seiner Frau weggefahren ist, und auf der Fahrt hätten sie eine junge Frau überfahren. Daraufhin hätten die beiden sie einfach in das Auto gesetzt und den Abhang hinuntergestürzt. Mit einer neuen Identität wollte Christin in Frankreich neu beginnen. Anstatt den Unfall aufzuklären, hatte sie ihn damals mit ihrem Schweigen hinter Gitter gebracht. Jetzt, da sie zurückgekommen war, habe er nur das erfüllt, was das Gericht bestimmt hatte. Er wurde dafür verurteilt, seine Frau umgebracht zu haben, und hat dafür gebüßt. Jetzt änderte er nur die Reihenfolge des Geschehens. Den Ermittlern bleibt aber nichts anderes übrig, als ihn festzunehmen.

## Hintergrund
Der Film wurde vom Südwestrundfunk in Zusammenarbeit mit Maran Film unter dem Arbeitstitel Lena O. produziert und in Ludwigshafen, Baden-Baden, Freistett und Karlsruhe gedreht. Mit diesem Film begeht der SWR das zwanzigjährige Dienstjubiläum von Lena Odenthal.

## Rezeption

### Einschaltquoten
Die Erstausstrahlung von Vermisst am 11. Oktober 2009 wurde in Deutschland insgesamt von 9,03 Millionen Zuschauern gesehen und erreichte einen Marktanteil von 25,5 Prozent für Das Erste.

### Kritik
Rainer Tittelbach von tittelbach.tv schreibt: „Ob ‚Vermisst‘ richtig gut ist – das fragt man sich hinterher. Man hat sich gut unterhalten: der Film ist spannend, voller Fragezeichen, es passiert viel und man hat dennoch nicht den Eindruck, dass dieser Krimi mit Aktion(en) überladen ist. […] Aber am Ende könnte man doch ein ungutes Gefühl haben… Die Handlung ist wendungsreich, steckt voller Überraschungen. Autor Christoph Darnstädt ‚plottet‘ viel mit Tricks. [Dies alles] und das Ehe-Endspiel von Harfouch als zickigem Eisschrank allein schon machen ‚Vermisst‘ sehenswert.“
Bei Stern.de stellt Sophie Albers fest: „‚Vermisst‘ lautet der schlichte Titel für einen reichlich komplizierten ‚Tatort‘. Dabei ist es weniger der verschlungenen Geschichte als der plötzlich Gefühle zeigenden Kommissarin Lena Odenthal zu verdanken, dass der Zuschauer dranbleibt.“
Feridun Zaimoglu bei Die Zeit.de urteilt recht sarkastisch: „Wenn Mario Kopper in der Nudelsoße rührt, vergeht dem Zuschauer der Appetit. Die Ludwigshafener Kommissare müssen aufpassen, dass ihre Namen nicht bald auf der Statistenliste auftauchen.“
Kritiker von Kino.de meinen: „Es gelingt Darnstädt und Regisseur Andreas Senn, das Puzzle dieser Geschichte so raffiniert zusammenzusetzen, das [sic!] jede gefundene Antwort gleich wieder zu neuen Fragen führt. […] Und selbst wenn die Geschichte nicht so herrlich verzwickt wäre: Schon allein die Schauspieler sind sehenswert. Corinna Harfouch als eiskalt kalkulierende Gattin, […] Jeroen Willems als Getriebener seiner Gefühle; Thomas Sarbacher als in sich ruhender Freigeist: Sie alle bilden mit Ulrike Folkerts ein großartiges Ensemble, das durch Andreas Hoppe (Kopper), aber auch durch Annalena Schmidt (Frau Keller) und Peter Espeloer (Kriminaltechniker Becker) vortrefflich ergänzt wird.“
Die Kritiker der Fernsehzeitschrift TV-Spielfilm urteilen über diesen Tatort: „Wendungsreich mit einem Hauch Chabrol.“